# Tada Keelalay
Tada Keelalay (en tailandés: ธาดา คีละลาย; provincia de Yasothon, Tailandia; 4 de enero de 1984) es un exfutbolista tailandés  que jugaba en la posición de defensa.

## Carrera

### Club
| Periodo   | Club                |
| --------- | ------------------- |
| 2004–2006 | Bangkok Bank FC     |
| 2007–2008 | Krung Thai Bank FC  |
| 2009      | Bangkok Glass FC    |
| 2010      | Chanthaburi FC      |
| 2011      | Thai Port FC        |
| 2011–2012 | Air Force United FC |
| 2012      | Phetchaburi FC      |

### Selección nacional
Jugó para Tailandia en cinco ocasiones en 2004, participó en la Copa Asiática 2004 y en los Juegos Asiáticos de 2006.

## Logros
- Juegos del Sudeste Asiático (2): 2003, 2005